# 戸田川緑地

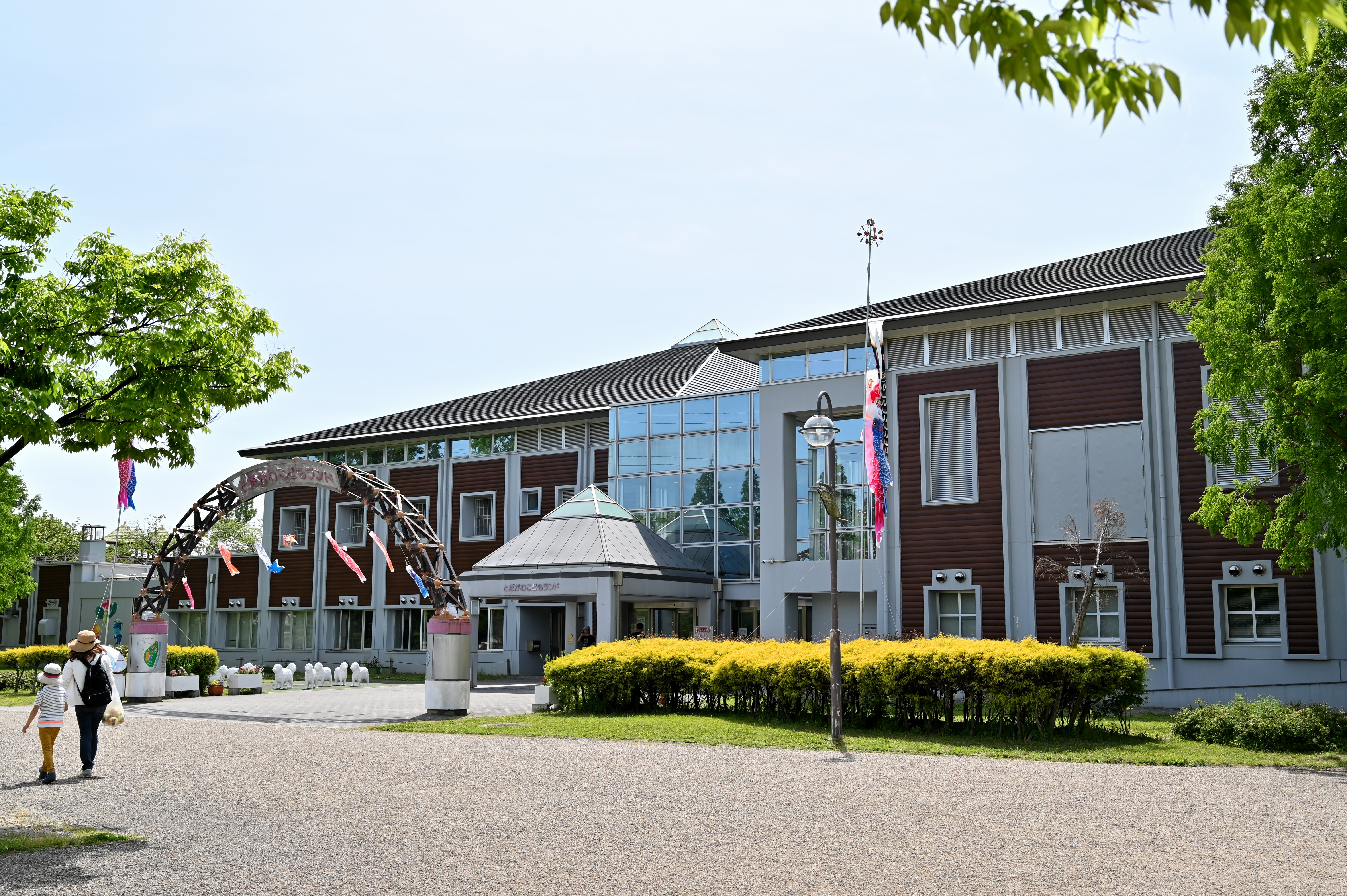
とだがわこどもランド

戸田川緑地（とだがわりょくち）は愛知県名古屋市中川区と港区にまたがる都市公園。

## 概要
1994年（平成6年）に開園した戸田川緑地は、戸田川の両岸に広がる南北2.5km、東西0.5㎞にわたる市南西部においては最大の公園であり、「健康とスポーツの里」を基本テーマに整備が進められてる。南地区・中央地区・北地区の3つのゾーンからなり、南地区は「陽の郷」の愛 称で隣接する農業公園と一体的に利用できる「農業文化園関連施設ゾーン」として整備が進められ、1994年（平成6年）より一部供用開始し、1996年（平成8年）7月にはほぼ全面供用となった。中央地区は 「水郷とファミリースポーツゾーン」として、1999年（平成11年）より一部供用を開始し、南地区同様多くの市民に親しまれてる。

## 施設

### 南地区
愛知県道106号鳥ヶ地名古屋線の石橋から下流側、愛知県道70号名古屋十四山線（東海通）の新東海橋までの左岸に位置する。名古屋市農業文化園やとだがわこどもランド、デイキャンプ場などが置かれており、公園の中ではもっとも来客数が多い。陽の郷（ひなたのさと）の別名がある。

### 中央地区
国道1号の富永橋から下流側、愛知県道106号の石橋までの中央地区では、なごや西の森づくり戸田川右岸は、水郷とファミリースポーツゾーンと位置付けられ、芝生広場やファミリースポーツ広場などのほかインラインスケート場やパターゴルフ場などがある。左岸は戸田川のほとりに散策や自然観察、自然体験活動ができる豊かな生態環境と水郷風景を創り出し、市民と共に守り育てていく「とだがわ生態園」として整備され、2008年（平成20年）4月に供用を開始した。

### 北地区
国道1号富永橋から上流側の右岸に位置する。健康とスポーツゾーンとされているが、植樹が行われるなど整備が始まったばかりであり、一部が立ち入り可能になっているものの案内図などにも記載されていない。

### とだがわの森
中央地区と北地区では、市民、企業、行政のパートナーシップにより、苗木から大きな森へと育てていく「なごや西の森づくり」が進められている。

## 未完成部分

### 北地区左岸
スポーツ・レクリエーション施設が点在する森を育てることを目指しており、近鉄名古屋線・戸田駅付近から下流域の左岸が事業着手予定となっている。

## アクセス

### 公共交通機関

#### 南地区
- 名古屋市営地下鉄東山線・高畑駅あるいは
- 名古屋市営地下鉄名港線・東海通駅から
  - 名古屋市営バス「河合小橋」行、「南陽支所」バス停下車、徒歩で約5分。
- JR関西本線・春田駅から
  - 名古屋市営バス「南陽巡回（右回り）」、「戸田川緑地」バス停下車、徒歩ですぐ。
- 名古屋臨海高速鉄道あおなみ線・港北駅から
  - 名古屋市営バス「河合小橋」行、「南陽支所」バス停下車、徒歩で約5分。

#### 中央地区
- 名古屋市営地下鉄東山線・高畑駅から
  - 名古屋市営バス「南陽交通広場（イオンモール名古屋茶屋）」行、「蟹田」バス停下車、徒歩で約10分。
- JR関西本線・春田駅から
  - 名古屋市営バス「南陽巡回（右回り）」で「包里」バス停下車、徒歩で約5分。
- 名鉄バスセンターから
  - 三重交通バス「イオンモール名古屋茶屋」行き又は「桑名駅」行き、「かの里」バス停下車、徒歩で約5分。

### 自家用車
通常は駐車料金無料だが、イベント開催時には有料となる。

#### 南地区
- 国道302号（名古屋環状2号線）
  - 南陽中学校交差点から東海通を西進、南陽支所交差点を北へ。（第1駐車場）
  - 八百島南交差点を西進、農業文化園北東交差点を北へ。（第2駐車場）

#### 中央地区
- 国道302号（名古屋環状2号線）
  - 八百島交差点から愛知県道106号を西進。（第3駐車場・臨時第1・第2・第3駐車場）